# Erik Carlsson

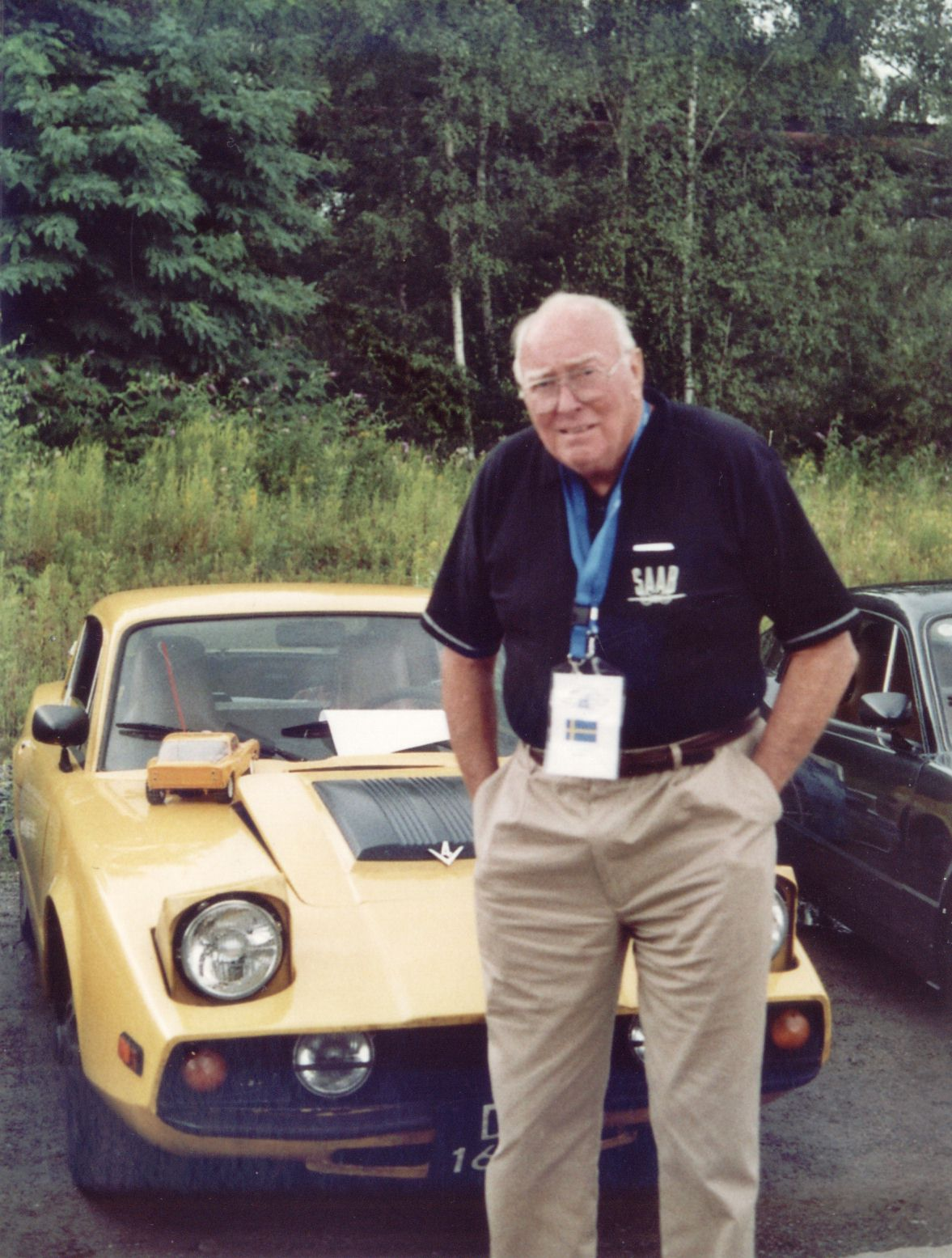
Erik Carlsson in 2005

Erik Carlsson (Trollhättan, 5 maart 1929 – Engeland, 27 mei 2015) was een Zweeds rallyrijder. Hij staat bekend om zijn successen met Saab in de rallysport, en met die reputatie en voor zijn public relations werk staat hij ook wel bekend als Mr.Saab.

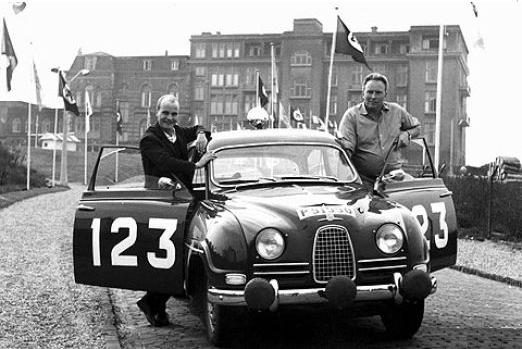
Carlsson (rechts) met de Saab 96 tijdens de Tulpenrallye in 1962

Carlsson, ook wel bekend als Carlsson på taket (Carlsson op het dak), aangezien hij de Saabjes met gemak op hun dak wist te krijgen, was in de jaren vijftig en zestig een van de voornaamste rallyrijders. Hij won met de Saab 93 en 96 modellen, grote evenementen als de Rally van Finland, zijn thuisevenement in Zweden, de Griekse Acropolis Rally, Monte Carlo- en RAC Rally, de laatste die hij drie keer achtereenvolgend won.
Hij was sinds 1963 getrouwd met Pat Moss (1934-2008), die een van de meest succesvolle vrouwelijke coureurs was in de jaren vijftig en zestig. Zij was een zuster van de autocoureur Stirling Moss.

## Internationale overwinningen
| Jaar | Rally                                  | Navigator       | Auto          |
| ---- | -------------------------------------- | --------------- | ------------- |
| 1957 | 7th 1000 Lakes Rally                   | Mario Pavoni    | Saab 93       |
| 1959 | 10th International Swedish Rally       | Mario Pavoni    | Saab 93       |
| 1960 | 18th RAC Rally                         | Stuart Turner   | Saab 96       |
| 1961 | 11th Acropolis Rally                   | Walter Karlsson | Saab 96       |
| 1961 | 19th RAC Rally                         | John Brown      | Saab 96       |
| 1962 | 31ème Rallye Automobile de Monte-Carlo | Gunnar Häggbom  | Saab 96       |
| 1962 | 20th RAC Rally                         | David Stone     | Saab 96       |
| 1963 | 32ème Rallye Automobile de Monte-Carlo | Gunnar Palm     | Saab 96       |
| 1964 | 6º Rallye Sanremo (Rallye dei Fiori)   | Gunnar Palm     | Saab 96 Sport |
| 1967 | Czech Rally                            | ?               | Saab 96 V4    |